# Tercera Federación - Grupo X 2022-23
La temporada 2022-23 del Grupo X de la Tercera Federación de fútbol comenzó el 11 de septiembre de 2022 y finalizó el 23 de abril de 2023. Posteriormente se disputa la promoción de ascenso entre el 30 de abril y el 21 de mayo en su fase territorial, y para finalizar en su fase nacional entre el 28 de mayo y el 4 de junio. Durante esta campaña es el quinto nivel de las Ligas de fútbol de España para los clubes de Andalucía Occidental y Ceuta, por debajo de la Segunda Federación y por encima de la División de Honor Andaluza y la Preferente de Ceuta. Se trata de la segunda edición tras la restructuración de las categorías no profesionales por parte de la RFEF a causa de la pandemia global causada por el Coronavirus; y es la quinta categoría a nivel nacional.

## Sistema de competición
Participan dieciséis clubes en un único grupo. Se enfrentan todos contra todos en dos ocasiones -una en campo propio y otra en campo contrario- durante un total de 30 jornadas. El orden de los encuentros se decide por sorteo antes de empezar la competición. La Federación de Fútbol de Andalucía es la responsable de designar las fechas de los partidos y los árbitros de cada encuentro, reservando al equipo local la potestad de fijar el horario exacto de cada encuentro.
Una vez finalizada la competición, el primer clasificado asciende directamente a Segunda Federación y se proclama campeón de Tercera Federación.
Los clasificados entre el segundo y el quinto lugar disputan un Play Off territorial en formato de eliminatorias a doble partido de ida y vuelta. En caso de empate el vencedor de la eliminatoria es el equipo mejor clasificado. El equipo vencedor de este Play Off se clasifica a la Promoción de ascenso a Segunda Federación que tiene carácter de final interterritorial.
Los tres últimos clasificados descendían directamente a División de Honor Andaluza; pero en el mes de mayo y una vez finalizada la temporada se anunció el acuerdo de la ampliación de la categoría, pasando de dieciséis a dieciocho equipos en cada uno de los grupos de Tercera Federación. En el mes de junio la RFEF lo confirmó en una circular, anunciando que las dos plazas vacantes deben ser propuestas por las federaciones territoriales y aprobadas por la RFEF, amparándose en los artículos 119 y 217 del Reglamento General en los que se da prioridad a los equipos que hayan ocupado puestos de descenso en esta categoría.

## Ascensos y descensos
| Pos. | Ascendidos a 2.ª Federación |
| ---- | --------------------------- |
| 1º   | R. C. Recreativo de Huelva  |
| 2º   | C. D. Utrera                |

| Pos. | Ascendidos de División de Honor |
| ---- | ------------------------------- |
| 1º   | Coria C. F.                     |
| 2º   | Ayamonte C. F.                  |
| 3º   | Bollullos C. F.                 |
| 4º   | Atlético Espeleño               |

| Pos. | Descendidos a División de Honor |
| ---- | ------------------------------- |
| 15.º | U. D. Tomares                   |
| 16.º | C. D. Cabecense                 |
| 17.º | U. D. Los Barrios               |

## Equipos

### Listado de equipos
| Equipo                        | Localidad                 | Estadio                              | Fundación | Provincia | Comunidad / Ciudad Autónoma |
| ----------------------------- | ------------------------- | ------------------------------------ | --------- | --------- | --------------------------- |
| Conil C. F.                   | Conil de la Frontera      | José Antonio Pérez Ureba             | 1931      | Cádiz     | Andalucía (zona occidental) |
| C. D. Rota                    | Rota                      | Alcalde Navarro Flores               | 1952      | Cádiz     | Andalucía (zona occidental) |
| Xerez C. D.                   | Jerez de la Frontera      | Estadio municipal de Chapín          | 1947      | Cádiz     | Andalucía (zona occidental) |
| Atlético Espeleño             | Espiel                    | Campo municipal de Espiel            | 1983      | Córdoba   | Andalucía (zona occidental) |
| C. D. Ciudad de Lucena        | Lucena                    | Ciudad de Lucena                     | 2008      | Córdoba   | Andalucía (zona occidental) |
| Córdoba C. F. "B"             | Córdoba                   | Nuevo Árcangel                       | 1997      | Córdoba   | Andalucía (zona occidental) |
| C.D. Pozoblanco               | Pozoblanco                | Municipal Pozoblanco                 | 1926      | Córdoba   | Andalucía (zona occidental) |
| Salerm Cosmetics Puente Genil | Puente Genil              | Manuel Polinario                     | 1939      | Córdoba   | Andalucía (zona occidental) |
| Ayamonte C. F.                | Ayamonte                  | Ciudad de Ayamonte                   | 1930      | Huelva    | Andalucía (zona occidental) |
| Bollullos C. F.               | Bollullos Par del Condado | Eloy Ávila Cano                      | 1932      | Huelva    | Andalucía (zona occidental) |
| A.D. Cartaya                  | Cartaya                   | Luis Rodríguez Salvador              | 1957      | Huelva    | Andalucía (zona occidental) |
| Atlético Antoniano            | Lebrija                   | Municipal de Lebrija                 | 1964      | Sevilla   | Andalucía (zona occidental) |
| Coria C. F.                   | Coria del Río             | Estadio Guadalquivir                 | 1923      | Sevilla   | Andalucía (zona occidental) |
| C. D. Gerena                  | Gerena                    | José Juan Romero Gil                 | 2006      | Sevilla   | Andalucía (zona occidental) |
| Sevilla F. C. "C"             | Sevilla                   | Ciudad deportiva José Ramón Cisneros | 2003      | Sevilla   | Andalucía (zona occidental) |
| A. D. Ceuta F. C. "B"         | Ceuta                     | Alfonso Murube                       | 2013      | -         | Ceuta                       |

| Antoniano Espeleño Ayamonte Bollullos Cartaya Ceuta "B" Coria C. Lucena Conil Córdoba "B" Gerena Pozoblanco Rota Salerm Puente Genil Sevilla "C" Xerez |

### Equipos por provincia
| N.º | Provincia | Equipos                                                                                              |
| --- | --------- | --- |
| 3   | Cádiz     | Conil C. F., C. D. Rota y Xerez C. D.                                                                |
| 1   | Ceuta     | A. D. Ceuta F. C. "B"                                                                                |
| 5   | Córdoba   | Atlético Espeleño, C. D. Ciudad de Lucena, Córdoba C. F. "B", C. D. Pozoblanco y Salerm Puente Genil |
| 3   | Huelva    | Ayamonte C. F., Bollullos C. F. y A.D. Cartaya                                                       |
| 4   | Sevilla   | Atlético Antoniano, Coria C. F., C. D. Gerena y Sevilla "C"                                          |

## Clasificación
| Pos. | Equipo                              | Pts. | PJ | G  | E  | P  | GF | GC | Dif. |                                                    |
| ---- | ----------------------------------- | ---- | -- | -- | -- | -- | -- | -- | ---- | -------------------------------------------------- |
| 1    | Atlético Antoniano (A, C)           | 60   | 30 | 17 | 9  | 4  | 47 | 24 | +23  | Ascenso a Segunda Federación y Copa del Rey        |
| 2    | Córdoba C. F. "B"                   | 58   | 30 | 15 | 13 | 2  | 44 | 19 | +25  | Acceso a Promoción de Ascenso a Segunda Federación |
| 3    | C. D. Gerena                        | 54   | 30 | 15 | 9  | 6  | 48 | 25 | +23  | Acceso a Promoción de Ascenso a Segunda Federación |
| 4    | Sevilla F. C. "C"                   | 49   | 30 | 14 | 7  | 9  | 35 | 26 | +9   |                                                    |
| 5    | Salerm Cosmetics Puente Genil F. C. | 47   | 30 | 13 | 8  | 9  | 42 | 35 | +7   | Acceso a Promoción de Ascenso a Segunda Federación |
| 6    | C. D. Ciudad de Lucena              | 47   | 30 | 13 | 8  | 9  | 32 | 23 | +9   | Acceso a Promoción de Ascenso a Segunda Federación |
| 7    | Xerez C. D.                         | 41   | 30 | 10 | 11 | 9  | 36 | 29 | +7   |                                                    |
| 8    | Atlético Espeleño                   | 40   | 30 | 11 | 7  | 12 | 40 | 40 | 0    |                                                    |
| 9    | Conil C. F.                         | 40   | 30 | 10 | 10 | 10 | 32 | 31 | +1   |                                                    |
| 10   | C. D. Pozoblanco                    | 40   | 30 | 11 | 7  | 12 | 29 | 37 | −8   |                                                    |
| 11   | A. D. Ceuta F. C. "B"               | 39   | 30 | 11 | 6  | 13 | 25 | 29 | −4   |                                                    |
| 12   | Bollullos C. F.                     | 36   | 30 | 10 | 6  | 14 | 31 | 43 | −12  |                                                    |
| 13   | Ayamonte C. F.                      | 33   | 30 | 9  | 6  | 15 | 31 | 43 | −12  |                                                    |
| 14   | A. D. Cartaya                       | 29   | 30 | 6  | 11 | 13 | 30 | 46 | −16  |                                                    |
| 15   | Coria C. F.                         | 24   | 30 | 6  | 6  | 18 | 26 | 40 | −14  |                                                    |
| 16   | C. D. Rota (D)                      | 19   | 30 | 5  | 4  | 21 | 15 | 53 | −38  | Descenso a División de Honor                       |

Actualizado a los partidos jugados el 23 de abril de 2023.
 Fuente: Resultados Fútbol

## Resultados
| Local \ Visitante                   | ATA | ATE | AYA | BOL | CAR | CEU | CLU | CON | CRD | COR | GER | POZ | ROT | SPG | SEV | XER |
| ----------------------------------- | --- | --- | --- | --- | --- | --- | --- | --- | --- | --- | --- | --- | --- | --- | --- | --- |
| Atlético Antoniano                  | —   | 1–0 | 1–0 | 1–3 | 3–0 | 1–0 | 1–1 | 2–1 | 1–1 | 1–0 | 2–4 | 2–0 | 3–0 | 3–1 | 1–0 | 2–2 |
| Atlético Espeleño                   | 2–1 | —   | 0–1 | 2–0 | 2–2 | 0–2 | 0–0 | 5–2 | 2–0 | 1–0 | 0–1 | 3–1 | 3–1 | 0–0 | 0–1 | 3–2 |
| Ayamonte C. F.                      | 0–1 | 0–0 | —   | 2–0 | 0–1 | 1–0 | 0–0 | 2–0 | 1–2 | 0–0 | 0–5 | 3–1 | 3–0 | 1–4 | 3–1 | 2–2 |
| Bollullos C. F.                     | 1–2 | 1–3 | 2–1 | —   | 2–0 | 2–1 | 2–1 | 0–0 | 0–0 | 2–1 | 0–0 | 0–3 | 3–0 | 3–3 | 0–2 | 3–2 |
| A. D. Cartaya                       | 1–1 | 3–3 | 1–1 | 2–1 | —   | 2–2 | 1–1 | 2–2 | 0–1 | 0–0 | 0–0 | 0–1 | 2–0 | 1–1 | 0–1 | 1–0 |
| A. D. Ceuta F. C. "B"               | 0–1 | 2–1 | 1–0 | 1–1 | 0–1 | —   | 1–1 | 3–0 | 0–0 | 2–1 | 0–0 | 2–0 | 2–1 | 3–2 | 0–1 | 0–0 |
| C. D. Ciudad de Lucena              | 0–2 | 2–1 | 3–0 | 2–0 | 1–0 | 1–0 | —   | 1–0 | 1–1 | 2–1 | 4–0 | 1–0 | 0–1 | 0–1 | 1–2 | 2–1 |
| Conil C. F.                         | 1–1 | 0–0 | 1–0 | 0–0 | 4–0 | 3–0 | 1–0 | —   | 2–0 | 1–0 | 0–1 | 4–1 | 0–0 | 1–1 | 2–2 | 0–1 |
| Córdoba C. F. "B"                   | 1–0 | 4–2 | 5–2 | 3–0 | 3–1 | 2–0 | 3–2 | 1–1 | —   | 2–1 | 2–0 | 0–0 | 6–0 | 2–0 | 1–0 | 0–0 |
| Coria C. F.                         | 0–5 | 2–2 | 2–1 | 2–0 | 1–1 | 2–0 | 0–1 | 0–1 | 1–2 | —   | 0–0 | 4–0 | 2–0 | 0–3 | 2–1 | 0–3 |
| C. D. Gerena                        | 0–1 | 1–2 | 1–1 | 3–0 | 3–2 | 2–0 | 0–1 | 3–0 | 0–0 | 3–2 | —   | 3–0 | 3–0 | 3–2 | 1–1 | 1–1 |
| C. D. Pozoblanco                    | 1–1 | 2–1 | 1–3 | 1–0 | 4–2 | 2–0 | 1–1 | 0–1 | 0–0 | 1–0 | 0–3 | —   | 2–0 | 0–0 | 2–0 | 0–1 |
| C. D. Rota                          | 0–2 | 2–0 | 1–2 | 1–2 | 1–0 | 1–0 | 1–0 | 1–2 | 1–1 | 1–1 | 0–3 | 0–2 | —   | 0–1 | 1–2 | 1–1 |
| Salerm Cosmetics Puente Genil F. C. | 2–2 | 0–1 | 2–1 | 0–3 | 4–1 | 0–1 | 1–0 | 2–2 | 0–0 | 1–0 | 2–0 | 1–2 | 2–0 | —   | 1–3 | 3–2 |
| Sevilla F. C. "C"                   | 1–1 | 3–0 | 1–0 | 2–0 | 3–1 | 0–1 | 1–1 | 1–0 | 0–0 | 1–0 | 1–3 | 1–1 | 2–0 | 0–1 | —   | 0–1 |
| Xerez C. D.                         | 1–1 | 3–1 | 4–0 | 2–0 | 0–2 | 0–1 | 0–1 | 1–0 | 1–1 | 2–1 | 1–1 | 0–0 | 1–0 | 0–1 | 1–1 | —   |

## Play Off de Ascenso a Segunda Federación
|  | Semifinales                     | Semifinales                     | Semifinales                     |   |                   | Final                   | Final                   | Final                   |  |
|  | 30 de abril y 7 de mayo de 2023 | 30 de abril y 7 de mayo de 2023 | 30 de abril y 7 de mayo de 2023 |   |                   | 14 y 21 de mayo de 2023 | 14 y 21 de mayo de 2023 | 14 y 21 de mayo de 2023 |  |
|  |                                 |                                 |                                 |   |                   |                         |                         |                         |  |
|  |                                 |                                 |                                 |   |                   |                         |                         |                         |  |
|  | Córdoba C. F. "B"               | 1                               | 2                               |   |                   |                         |                         |                         |  |
|  | Córdoba C. F. "B"               | 1                               | 2                               |   |                   |                         |                         |                         |  |
|  | C. D Ciudad de Lucena           | 0                               | 3                               |   |                   |                         |                         |                         |  |
|  | C. D Ciudad de Lucena           | 0                               | 3                               |   | Córdoba C. F. "B" | 0                       | 1                       |                         |  |
|  |                                 |                                 |                                 |   | Córdoba C. F. "B" | 0                       | 1                       |                         |  |
|  |                                 |                                 | Salerm Puente Genil             | 0 | 0                 |                         |                         |                         |  |
|  | C. D. Gerena                    | 2                               | Salerm Puente Genil             | 0 | 0                 | 0                       |                         |                         |  |
|  | C. D. Gerena                    | 2                               |                                 |   |                   | 0                       |                         |                         |  |
|  | Salerm Puente Genil             | 2                               | 1                               |   |                   |                         |                         |                         |  |
|  | Salerm Puente Genil             | 2                               | 1                               |   |                   |                         |                         |                         |  |
|  |                                 |                                 |                                 |   |                   |                         |                         |                         |  |

## Clasificado a la Copa del Rey
| Bandera de Andalucía |
| Atlético Antoniano   |
| 1.º Puesto           |

Nota: Hay posibilidad de que el subcampeón se clasifique a la Copa del Rey si no es un equipo filial.